# Mesacanthion virile
Mesacanthion virile är en rundmaskart som först beskrevs av E. Ditlevsen 1930.  Mesacanthion virile ingår i släktet Mesacanthion och familjen Enoplidae. Inga underarter finns listade i Catalogue of Life.